# Dawung (Jenar)
Dawung is een bestuurslaag in het regentschap Sragen van de provincie Midden-Java, Indonesië. Dawung telt 3957 inwoners (volkstelling 2010).